# Simulium kaszabi
Simulium kaszabi är en tvåvingeart som först beskrevs av Rubtsov 1969.  Simulium kaszabi ingår i släktet Simulium och familjen knott.
Artens utbredningsområde är Mongoliet. Inga underarter finns listade i Catalogue of Life.